# Binkenhofen (Eggenthal)
Binkenhofen (bis 20. Juli 2011 Benkhofen), ist ein Gemeindeteil von Eggenthal im Landkreis Ostallgäu im bayerischen Regierungsbezirk Schwaben.

## Lage
Der Weiler liegt in Oberschwaben auf der Gemarkung Bayersried im Tal der oberen Mindel nordwestlich von Eggenthal an der Landkreisgrenze des Landkreises Ostallgäu zum Landkreis Unterallgäu, der ihn im Norden, Westen und Osten umgibt.

## Geschichte
Benkhofen ist 1599 als eine zur Herrschaft von Stein gehörende "Sölde zu Benken" erwähnt. Nach deren Teilung gelangte Binkenhofen mit den umliegenden Orten 1749 an das Kloster Kempten unter Fürstabt Engelbert von Syrgenstein, in dessen Besitz und Gerichtsbarkeit es bis zur Säkularisation 1803 verblieb. 
Der Ort gehörte ursprünglich zur Gemeinde Bayersried im ehemaligen Landkreis Marktoberdorf und kam zum 1. Mai 1978 durch die Eingemeindung von Bayersried zur Gemeinde Eggenthal.
Am 21. Juli 2011 wurde der Ort auf Wunsch der Einwohner durch das Landratsamt von Benkhofen nach dem seit je her von den Einwohnern verwendeten Namen Binkenhofen umbenannt.